# Erling Haaland
Erling Braut Haaland (* 21. července 2000, Leeds) je norský profesionální fotbalista, který hraje na pozici útočníka za anglický klub Manchester City FC a za norský národní tým. 
Ve dresu Borussie Dortmund se stal s 10 góly nejlepším střelcem Ligy mistrů UEFA v sezóně 2020/21. Haaland je s 36 góly rekordmanem v počtu vstřelených branek v jedné sezoně Premier League. Haaland je aktuálně zraněný (1.dubna 2025)

## Klubová kariéra
Haaland se narodil v anglickém Leedsu, protože jeho otec Alf-Inge Haaland tou dobou hrál za prvoligový klub Leeds United FC.

### Bryne FK
Haaland se připojil k akademii norského Bryne FK. V průběhu sezony 2015/16 hrál za rezervní tým Bryne FK 2, kde vstřelil 18 gólů ve 14 zápasech. Díky výkonům v rezervním týmu v 15 letech debutoval za A-tým Brynu v 2. norské lize. Za Bryne celkem odehrál 16 utkání.

### Molde FK
V únoru 2017 oznámilo Molde FK Haalandův přestup. Za Molde debutoval 26. dubna 2017 v utkání norského poháru proti Volda TI, v utkání si připsal i debutový gól. Ligový debut odehrál 4. července 2017 proti Sarpsborgu, když ho trenér Ole Gunnar Solskjær poslal v 71. minutě do hry; o 6 minut později Haaland vstřelil gól. Dne 1. července 2018 vstřelil v úvodních 21 minutách zápasu proti Brannu 4 góly. Hattrick vstřelil za 11 minut a 2 vteřiny, 4 góly za 17 minut a 4 vteřiny. Na zápase byl přítomen i skaut Manchesteru United. Trenér Molde Solskjær po zápase přirovnal Haalandův styl hry k Romelu Lukakuovi a odhalil, že klub odmítl několik nabídek z různých klubů.

### FC Red Bull Salzburg
V srpnu 2018 rakouský Salzburg oznámil, že Erling Haaland se 1. ledna 2019 připojí k týmu. V červenci 2019 vstřelil hattrick v utkání ÖFB-Cupu proti SC-ESV Parndorf 1919. První hattrick v rakouské Bundeslize vstřelil 10. srpna Wolfsbergeru. Třetí hattrick za Salzburg vstřelil 14. září Hartbergu. O 3 dny později zaznamenal hattrick při svém debutu v Lize mistrů proti Genku. Haaland se stal třetím nejmladším střelcem hattricku v historii Ligy mistrů (po Raúlovi a Rooneym). Díky fantastickým výsledkům se Haaland dostal do hledáčku velkoklubů, mezi největší nápadníky patřily německé kluby Borussia Dortmund a RB Lipsko.

### Borussia Dortmund

#### Sezóna 2019/20
Erling Braut Haaland na konci roku 2019 přestoupil do německé Borussie Dortmund, podepsal smlouvu na čtyři roky. Haaland v Bundeslize debutoval 18. ledna proti Augsburgu. Nastoupil v 56. minutě místo Poláka Piszczeka za stavu 3:1 pro Augsburg. Při prvním doteku s míčem o několik minut později dokázal překonat brankáře Augsburgu Tomáše Koubka a připsal si premiérovou trefu v německé lize. V 70. minutě po přihrávce Thorgana Hazarda míč sklepl do branky a připsal si tak druhý gól. V 79. minutě potřetí překonal Koubka a dovršil hattrick.Po Martinu Feninovi a Pierrovi-Emericku Aubameyangovi se tak Haaland stal třetím hráčem, který si v Bundeslize připsal při debutu hattrick.
Ve druhém zápasu za Dortmund (proti 1. FC Köln) si připsal další dva góly. Haalandova statistika po dvou utkáních tak byla 59 odehraných minut, 5 střel na bránu, 5 gólů. Haaland se díky těmto výkonům stal v Bundeslize hráčem měsíce ledna a vytvořil nové rekordy německé ligy. Při debutu v LM v dresu Dortmundu rozhodl dvěma góly o vítězství nad PSG.
Březnová odveta v Paříži se však nezdařila a Borussia byla po porážce 0:2 vyřazena.
Pandemie covidu-19 posléze pozastavila nejen fotbalový svět a Bundesliga se tak znovu začala hrát až v květnu. Haaland vstřelil první gól německé ligy od nucené pauzy, když se trefil do sítě rivala Borussie, Schalke, při výhře 4:0. V předposledním zápase sezóny 20. června na půdě Lipska (33. kolo) dvěma góly zaručil nejen výhru 2:0, ale zejména jistotu druhého místa a tudíž kvalifikaci do Ligy mistrů pro další sezónu.

#### Sezóna 2020/21
Na úvod sezóny 2020/21 se 19. září dvakrát střelecky prosadil proti Borussii Mönchengladbach při výhře 3:0, díky čemuž tým Luciena Favreho zahájil ligu tříbodovým ziskem. Dne 21. listopadu se proti týmu Hertha Berlín zaskvěl čtyřmi góly a pomohl venku vyhrát 5:2, než byl v závěrečných minutách střídán Youssoufem Moukokouem. Když se dvakrát gólově prosadil ve svém sedmém zápase v řadě, a to v Lize mistrů proti Bruggám, stal se rekordmanem této soutěže jakožto fotbalista, který nejrychleji dosáhl 15 gólů. Po tomto zápase tak měl na kontě gólů 16, tedy více než za svou kariéru v Lize mistrů nastříleli například brazilští útočníci Adriano či Ronaldo. V listopadu mimo jiné obdržel ocenění Golden Boy (Zlatý chlapec) za rok 2020. Ocenění získává vybraný talentovaný fotbalista do 21 let, který nastupuje v prvoligové evropské soutěži.
V lednu se dvakrát střelecky prosadil proti Lipsku 11. ledna a pomohl vyhrát tento venkovní ligový duel 3:1 (15. kolo). Za prvních 25 zápasů v Bundeslize vstřelil 25 gólů a překonal dosavadního rekordmana Uweho Seelera (25 zápasů/23 gólů). Na hřišti Borussie Mönchengladbach prohrála Borussia Dortmund 22. ledna výsledkem 2:4, oba góly Dortmundu vstřelil právě Haaland (18. kolo).
Ve finále domácího poháru (DFB-Pokal) 13. května vsítil dva góly a pomohl zdolat Lipsko 4:1, čímž Borussia vybojovala svoji historicky pátou trofej v této soutěži. V sezóně 2020/21 byl s 10 góly poprvé nejlepším střelcem Ligy mistrů.
Za sezónu 2020/21 byl vyhlášen nejlepším hráčem v německé Bundeslize a porazil i předchozího oceněného Roberta Lewandowského se 41 góly. Haaland skončil se 27 góly třetím nejlepším střelcem právě za Lewandowskim a Andrém Silvou.

#### Sezóna 2021/22
Pro Borussii Dortmund odstartovala sezóna 2021/22 domácím zápasem s Eintrachtem Frankfurt 14. srpna. Jednalo se o vydařený start, tým získal tři body po výhře 5:2. Sám Haaland vstřelil dva góly a u dalších tří asistoval. Venkovní zápas 4. kola proti Bayeru Leverkusen 11. září pomohl vyhrát 4:3 dvěma góly a jednou další asistencí. Poté co 15. září jednou skóroval při venkovní výhře 2:1 proti Beşiktaşi v úvodním skupinovém zápase Ligy mistrů, pokračoval ve střílení gólů i 19. září proti Unionu Berlin při výhře 4:2. V polovině října jej zbrzdilo zranění kyčle, kvůli němuž neměl do konce kalendářního roku nastoupit.
Povedený návrat na hřiště zažil proti Wolfsburgu 27. listopadu, kterému venku vstřelil třetí gól svého mužstva při výhře 3:1 po osmi minutách od okamžiku, kdy byl trenérem Rosem vyslán na trávník. Ve věku 21 let, 4 měsíců a 6 dní se stal historicky nejmladším hráčem Bundesligy, který dosáhl na metu 50 gólů a rovněž se stal střelcem s nejméně zápasy potřebných na dosažení této mety – podařilo se mu to za rovných 50 zápasů. Nadcházející šlágr 14. kola proti Bayernu Mnichov 4. prosince odehrál 82 minut, dal gól, domácí prohře 2:3 však nezabránil.

### Manchester City

#### Sezóna 2022/23
V létě 2022 přestoupil Haaland za 60 milionů eur (51,2 milionu liber) do Manchesteru City. V úvodním kole Premier League zařídil fotbalistům Manchesteru City dvěma góly vítězství 2:0 na hřišti West Hamu. 27. srpna zaznamenal svůj první hattrick v Premier League při vítězství 4:2 nad Crystal Palace a o čtyři dny později zaznamenal svůj druhý hattrick v zápase proti Nottinghamu Forest (6:0). Haaland se tak stal hráčem v historii Premier League, který nejrychleji vstřelil dva hattricky, a překonal tak předchozí rekord o 14 zápasů. Později byl vyhlášen hráčem měsíce srpna v Premier League.
Dne 6. září Haaland debutoval v dresu Citizens v Lize mistrů, v utkání se Sevillou se dvakrát prosadil a stal se prvním hráčem, který vstřelil 25 gólů ve svých prvních 20 zápasech v soutěži. 2. října se Haaland stal prvním hráčem v historii Premier League, který vstřelil hattrick ve třech po sobě jdoucích domácích zápasech při vítězství City v derby proti Manchesteru United (6:3) a navíc si připsal dvě asistence. Stal se také nejrychlejším hráčem v historii Premier League, který vstřelil tři hattricky (v osmi ligových zápasech), čímž překonal dosavadní rekord Michaela Owena z roku 1998 (48 utkání). Haaland se 28. prosince podílel dvěma góly na výhře City 3:1 nad Leedsem United a ve 14 ligových zápasech vstřelil 20 gólů, čímž se stal nejrychlejším hráčem v historii, který dosáhl 20 branek v Premier League, a o sedm zápasů překonal předchozí rekord Kevina Phillipse ze Sunderlandu. 22. ledna 2023 vstřelil proti Wolverhamptonu Wanderers čtvrtý hattrick v sezóně, čímž se po 19 zápasech dostal na metu 25 ligových branek; překonal tak nejlepší střelce předchozí sezóny Mohameda Salaha a Son Heung-mina, kteří za celou sezónu vstřelili 23 ligových gólů.
Dne 14. března vstřelil Haaland pět gólů při vítězství 7:0 v osmifinále Ligy mistrů proti RB Lipsko, čímž se vyrovnal Lionelu Messimu a Luizi Adrianovi v počtu vstřelených gólů v jednom zápase Ligy mistrů. Po utkání ho však mrzelo, že nedosáhl na historický dvojitý hattrick. Kouč Guardiola hvězdného útočníka stáhl ze hřiště už půl hodiny před koncem. Na svém kontě měl 39 gólů ve všech soutěžích, čímž překonal klubový rekord Tommyho Johnsona z let 1928-29 (38 gólů v jedné sezoně za City).
Svůj 50. gól v sezóně pak vstřelil 30. dubna proti Fulhamu. Za šest gólů a dvě asistence v dubnu byl podruhé vyhlášen nejlepším hráčem měsíce Premier League. 3. května v utkání Citizens proti West Hamu vstřelil Haaland svůj 35. ligový gól v této sezoně, čímž překonal rekord Alana Shearera a Andyho Colea v počtu vstřelených branek v jedné sezoně Premier League. O týden později byl vyhlášen Fotbalistou roku FWA. V srpnu byl také svými zvolen hráčem roku podle PFA. Haaland získal svou první trofej s Manchesterem City 20. května, kdy získali mistrovský titul v Premier League. Haaland odehrál celé finále FA Cupu, v němž City 3. června zvítězili nad Manchesterem United. Následující týden nastoupil také ve finále Ligy mistrů proti Interu Milán. City vyhrálo 1:0, získalo svůj první titul v Lize mistrů a dosáhlo zisku historického treble. S 12 góly se Haaland stal podruhé ve své kariéře nejlepším střelcem sezony Ligy mistrů.
Ve své debutové sezóně v Anglii získal Haaland Premier League Golden Boot, když se stal nejlepším střelcem ligy, a evropskou Zlatou kopačku, která se uděluje nejlepšímu střelci ve všech evropských ligách. S 36 góly ve 35 utkáních vytvořil nový rekord v počtu vstřelených branek v jedné sezoně Premier League. Haaland byl zařazen do nejlepší jedenáctky Premier League, podařilo se mu vyhrát cenu UEFA fotbalista roku.

#### Sezóna 2023/24
Manchester City zahájil svou novou sezónu v Premier League 11. srpna 2023 proti Burnley, Haaland se dvakrát prosadil při venkovním vítězství 3:0. Jen o několik dní vyhrálo City nad Sevillou v Superpoháru UEFA; Haaland v zápase sice neskóroval, ale v penaltovém rozstřelu po skončení základní hrací doby proměnil první penaltu. Svým prvním hattrickem v nové sezóně proti Fulhamu 2. září 2023 se stal nejrychlejším hráčem, který dosáhl na metu 50 gólů v Premier League, a to po pouhých 39 zápasech, čímž překonal rekord Andyho Colea, který dal 50 gólů ve 43 zápasech.

## Reprezentační kariéra
Haaland reprezentoval Norsko v mnoha věkových kategoriích. S U19 díky výhře nad Skotskem postoupil na ME do 19 let. Na šampionátu vstřelil jeden gól Itálii. Na Mistrovství světa ve fotbale hráčů do 20 let 2019 vstřelil Hondurasu 9 gólů, čímž vytvořil nový rekord šampionátu v počtu gólů vstřelených jedním hráčem v jednom utkání a pomohl Norsku k rekordní výhře v historii šampionátu. Díky skvělým výsledkům v reprezentaci do 20 let a v Salzburgu ho Lars Lagerbäck pozval do seniorské reprezentace pro utkání kvalifikace na Mistrovství Evropy ve fotbale 2020 proti Maltě a Švédsku.
Debut za seniorskou reprezentaci odehrál 5. září 2019 proti Maltě. 4. září 2020 vstřelil Haaland svůj první reprezentační gól při prohře 1:2 s Rakouskem v Lize národů. 11. října Haaland vstřelil svůj první reprezentační hattrick při výhře Norska 4:0 nad Rumunskem ve stejné soutěži.

## Statistiky

### Klubové
K 17. listopadu 2023
| Klub              | Sezóna  | Liga                | Liga   | Liga | Pohár  | Pohár | Ligový pohár | Ligový pohár | Evropské poháry | Evropské poháry | Ostatní | Ostatní | Celkem | Celkem |
| Klub              | Sezóna  | Liga                | Zápasy | Góly | Zápasy | Góly  | Zápasy       | Góly         | Zápasy          | Góly            | Zápasy  | Góly    | Zápasy | Góly   |
| ----------------- | ------- | ------------------- | ------ | ---- | ------ | ----- | ------------ | ------------ | --------------- | --------------- | ------- | ------- | ------ | ------ |
| Bryne             | 2016    | 1. divisjon         | 16     | 0    | 0      | 0     | —            | —            | —               | —               | —       | —       | 16     | 0      |
| Molde             | 2017    | Eliteserien         | 14     | 2    | 6      | 2     | —            | —            | —               | —               | —       | —       | 20     | 4      |
| Molde             | 2018    | Eliteserien         | 25     | 12   | 0      | 0     | —            | —            | 5               | 4               | —       | —       | 30     | 16     |
| Molde             | Celkem  | Celkem              | 39     | 14   | 6      | 2     |              |              | 5               | 4               | —       | —       | 50     | 20     |
| Red Bull Salzburg | 2018/19 | Rakouská Bundesliga | 2      | 1    | 2      | 0     | —            | —            | 1               | 0               | —       | —       | 5      | 1      |
| Red Bull Salzburg | 2019/20 | Rakouská Bundesliga | 14     | 16   | 2      | 4     | —            | —            | 6               | 8               | —       | —       | 22     | 28     |
| Red Bull Salzburg | Celkem  | Celkem              | 16     | 17   | 4      | 4     |              |              | 7               | 8               | —       | —       | 27     | 29     |
| Borussia Dortmund | 2019/20 | Bundesliga          | 15     | 13   | 1      | 1     | —            | —            | 2               | 2               | —       | —       | 18     | 16     |
| Borussia Dortmund | 2020/21 | Bundesliga          | 28     | 27   | 4      | 3     | —            | —            | 8               | 10              | 1       | 1       | 41     | 41     |
| Borussia Dortmund | 2021/22 | Bundesliga          | 24     | 22   | 2      | 4     | —            | —            | 3               | 3               | 1       | 0       | 30     | 29     |
| Borussia Dortmund | Celkem  | Celkem              | 67     | 62   | 7      | 8     |              |              | 13              | 15              | 2       | 1       | 89     | 86     |
| Manchester City   | 2022/23 | Premier League      | 35     | 36   | 4      | 3     | 2            | 1            | 11              | 12              | 1       | 0       | 53     | 52     |
| Manchester City   | 2023/24 | Premier League      | 4      | 13   | 0      | 0     | 0            | 0            | 4               | 1               | 2       | 0       | 6      | 6      |
| Manchester City   | Celkem  | Celkem              | 39     | 42   | 4      | 3     | 2            | 1            | 15              | 12              | 3       | 0       | 59     | 58     |
| Celkem            | Celkem  | Celkem              | 195    | 166  | 24     | 17    | 2            | 1            | 40              | 40              | 5       | 1       | 259    | 213    |

### Reprezentační
K 25. březnu 2025.
| Norsko | Norsko | Norsko |
| Rok    | Zápasy | Góly   |
| ------ | ------ | ------ |
| 2019   | 2      | 0      |
| 2020   | 5      | 6      |
| 2021   | 8      | 6      |
| 2022   | 8      | 9      |
| 2023   | 6      | 6      |
| 2024   | 10     | 11     |
| 2025   | 2      | 2      |
| Celkem | 41     | 40     |

#### Reprezentační góly
K zápasu odehranému 25. března 2025. Skóre a výsledky Norska jsou vždy zapisovány jako první.
| Gól | Datum              | Místo                                    | Zápas | Soupeř        | Skóre | Výsledek | Soutěž                                            |
| --- | ------------------ | ---------------------------------------- | ----- | ------------- | ----- | -------- | ------------------------------------------------- |
| 1.  | 4. září 2020       | Ullevaal Stadion, Oslo, Norsko           | 3.    | Rakousko      | 1:2   | 1:2      | Liga národů UEFA 2020/21 – Liga B                 |
| 2.  | 7. září 2020       | Windsor Park, Belfast, Severní Irsko     | 4.    | Severní Irsko | 2:1   | 5:1      | Liga národů UEFA 2020/21 – Liga B                 |
| 3.  | 7. září 2020       | Windsor Park, Belfast, Severní Irsko     | 4.    | Severní Irsko | 5:1   | 5:1      | Liga národů UEFA 2020/21 – Liga B                 |
| 4.  | 11. října 2020     | Ullevaal Stadion, Oslo, Norsko           | 6.    | Rumunsko      | 1:0   | 4:0      | Liga národů UEFA 2020/21 – Liga B                 |
| 5.  | 11. října 2020     | Ullevaal Stadion, Oslo, Norsko           | 6.    | Rumunsko      | 3:0   | 4:0      | Liga národů UEFA 2020/21 – Liga B                 |
| 6.  | 11. října 2020     | Ullevaal Stadion, Oslo, Norsko           | 6.    | Rumunsko      | 4:0   | 4:0      | Liga národů UEFA 2020/21 – Liga B                 |
| 7.  | 2. června 2021     | La Rosaleda, Málaga, Španělsko           | 11.   | Lucembursko   | 1:0   | 1:0      | Přátelské utkání                                  |
| 8.  | 1. září 2021       | Ullevaal Stadion, Oslo, Norsko           | 13.   | Nizozemsko    | 1:0   | 1:1      | Kvalifilace na Mistrovství světa 2022             |
| 9.  | 4. září 2021       | Daugavas stadions, Riga, Lotyšsko        | 14.   | Lotyšsko      | 1:0   | 2:0      | Kvalifilace na Mistrovství světa 2022             |
| 10. | 7. září 2021       | Ullevaal Stadion, Oslo, Norsko           | 15.   | Gibraltar     | 2:0   | 5:1      | Kvalifilace na Mistrovství světa 2022             |
| 11. | 7. září 2021       | Ullevaal Stadion, Oslo, Norsko           | 15.   | Gibraltar     | 3:0   | 5:1      | Kvalifilace na Mistrovství světa 2022             |
| 12. | 7. září 2021       | Ullevaal Stadion, Oslo, Norsko           | 15.   | Gibraltar     | 5:1   | 5:1      | Kvalifilace na Mistrovství světa 2022             |
| 13. | 25. března 2022    | Ullevaal Stadion, Oslo, Norsko           | 16.   | Slovensko     | 1:0   | 2:0      | Přátelské utkání                                  |
| 14. | 29. března 2022    | Ullevaal Stadion, Oslo, Norsko           | 17.   | Arménie       | 1:0   | 9:0      | Přátelské utkání                                  |
| 15. | 29. března 2022    | Ullevaal Stadion, Oslo, Norsko           | 17.   | Arménie       | 5:0   | 9:0      | Přátelské utkání                                  |
| 16. | 2. června 2022     | Stadion Rajka Mitiće, Bělehrad, Srbsko   | 18.   | Srbsko        | 1:0   | 1:0      | Liga národů UEFA 2022/23 – Liga B                 |
| 17. | 5. června 2022     | Friends Arena, Solna, Stockholm, Švédsko | 19.   | Švédsko       | 1:0   | 2:1      | Liga národů UEFA 2022/23 – Liga B                 |
| 18. | 5. června 2022     | Friends Arena, Solna, Stockholm, Švédsko | 19.   | Švédsko       | 2:0   | 2:1      | Liga národů UEFA 2022/23 – Liga B                 |
| 19. | 12. června 2022    | Ullevaal Stadion, Oslo, Norsko           | 21.   | Švédsko       | 2:0   | 3:2      | Liga národů UEFA 2022/23 – Liga B                 |
| 20. | 12. června 2022    | Ullevaal Stadion, Oslo, Norsko           | 21.   | Švédsko       | 1:0   | 3:2      | Liga národů UEFA 2022/23 – Liga B                 |
| 21. | 24. září 2022      | Stadion Stožice, Lublaň, Slovinsko       | 22.   | Slovinsko     | 1:0   | 1:2      | Liga národů UEFA 2022/23 – Liga B                 |
| 22. | 17. června 2023    | Ullevaal Stadion, Oslo, Norsko           | 24.   | Skotsko       | 1:0   | 1:2      | Kvalifikace na Mistrovství Evropy ve fotbale 2024 |
| 23. | 20. června 2023    | Ullevaal Stadion, Oslo, Norsko           | 25.   | Kypr          | 2:0   | 3:1      | Kvalifikace na Mistrovství Evropy ve fotbale 2024 |
| 24. | 20. června 2023    | Ullevaal Stadion, Oslo, Norsko           | 25.   | Kypr          | 3:0   | 3:1      | Kvalifikace na Mistrovství Evropy ve fotbale 2024 |
| 25. | 12. září 2023      | Ullevaal Stadion, Oslo, Norsko           | 26.   | Gruzie        | 1:0   | 2:1      | Kvalifikace na Mistrovství Evropy ve fotbale 2024 |
| 26. | 12. října 2023     | AEK Arena, Larnaka, Kypr                 | 27.   | Kypr          | 2:0   | 4:0      | Kvalifikace na Mistrovství Evropy ve fotbale 2024 |
| 27. | 12. října 2023     | AEK Arena, Larnaka, Kypr                 | 27.   | Kypr          | 3:0   | 4:0      | Kvalifikace na Mistrovství Evropy ve fotbale 2024 |
| 28. | 5. června 2024     | Ullevaal Stadion, Oslo, Norsko           | 32.   | Kosovo        | 1:0   | 3:0      | Přátelské utkání                                  |
| 29. | 5. června 2024     | Ullevaal Stadion, Oslo, Norsko           | 32.   | Kosovo        | 2:0   | 3:0      | Přátelské utkání                                  |
| 30. | 5. června 2024     | Ullevaal Stadion, Oslo, Norsko           | 32.   | Kosovo        | 3:0   | 3:0      | Přátelské utkání                                  |
| 31. | 8. června 2024     | Brøndby Stadion, Brøndby, Dánsko         | 33.   | Dánsko        | 1:2   | 1:3      | Přátelské utkání                                  |
| 32. | 9. září 2024       | Ullevaal Stadion, Oslo, Norsko           | 35.   | Rakousko      | 2:1   | 2:1      | Liga národů UEFA 2024/25 – Liga B                 |
| 33. | 10. října 2024     | Ullevaal Stadion, Oslo, Norsko           | 36    | Slovinsko     | 1:0   | 3:0      | Liga národů UEFA 2024/25 – Liga B                 |
| 34. | 10. října 2024     | Ullevaal Stadion, Oslo, Norsko           | 36    | Slovinsko     | 3:0   | 3:0      | Liga národů UEFA 2024/25 – Liga B                 |
| 35. | 14. listopadu 2024 | Stadion Stožice, Lublaň, Slovinsko       | 38.   | Slovinsko     | 2:1   | 4:1      | Liga národů UEFA 2024/25 – Liga B                 |
| 36. | 17. listopadu 2024 | Ullevaal Stadion, Oslo, Norsko           | 39.   | Kazachstán    | 1:0   | 5:0      | Liga národů UEFA 2024/25 – Liga B                 |
| 37. | 17. listopadu 2024 | Ullevaal Stadion, Oslo, Norsko           | 39.   | Kazachstán    | 2:0   | 5:0      | Liga národů UEFA 2024/25 – Liga B                 |
| 38. | 17. listopadu 2024 | Ullevaal Stadion, Oslo, Norsko           | 39.   | Kazachstán    | 4:0   | 5:0      | Liga národů UEFA 2024/25 – Liga B                 |
| 39. | 22. března 2025    | Stadion Zimbru, Kišiněv, Moldavsko       | 40.   | Moldavsko     | 2:0   | 5:0      | Kvalifikace na Mistrovství světa ve fotbale 2026  |
| 40. | 25. března 2025    | Nagyerdei Stadion, Debrecín, Maďarsko    | 41.   | Izrael        | 4:1   | 4:2      | Kvalifikace na Mistrovství světa ve fotbale 2026  |
| 41. | 6. června 2025     | Ullevaal Stadion, Oslo, Norsko           | 42.   | Itálie        | 3:0   | 3:0      | Kvalifikace na Mistrovství světa ve fotbale 2026  |

## Úspěchy

### Klubové

#### Borussia Dortmund
- vítěz Poháru DFB – 2020/21[31]

#### Manchester City
- Premier League: 2022/23
- FA Cup: 2022/23
- Liga mistrů UEFA: 2022/23
- Superpohár UEFA: 2023

### Individuální
- Evropská Zlatá kopačka: 2022/23
- Premier League Player of the Season: 2022/23
- Premier League Young Player of the Season: 2022/23
- Premier League Golden Boot: 2022/23
- Hráč měsíce Premier League: srpen 2022, duben2023
- Golden Boy – 2020[27]
- Sestava sezóny Ligy mistrů UEFA – 2020/21, 2022/23[77]
- Nejlepší střelec sezóny v Lize mistrů UEFA – 2020/21 (10 gólů), 2022/23 (12 gólů)[1]
- Nejlepší hráč sezóny v Bundeslize – 2020/21[32]
- Nejlepší jedenáctka sezóny Bundesligy podle kickeru – 2020/21, 2021/22[78]
- Norský fotbalista roku – 2020, 2021, 2022[79]
- Nejlepší jedenáctka podle ESM – 2019/20[80]
- Světová jedenáctka FIFA FIFPro – 2021, 2022[81]

## Soukromý život
Haaland je synem Alf-Inge Haalanda, bývalého hráče Nottinghamu, Leedsu nebo Manchesteru City.